# Huttens Grab
Huttens Grab ist ein 1823 entstandenes Gemälde von Caspar David Friedrich. Das Bild in Öl auf Leinwand im Format 93 × 73 cm befindet sich in den Kunstsammlungen zu Weimar der Klassik Stiftung Weimar.

## Bildbeschreibung
Das in Brauntönen gehaltene Gemälde zeigt einen steinernen Sarkophag in der Ruine eines gotischen Chors. Seitlich am Sarkophag steht gebeugt ein Mann in Uniform und mit altdeutschem Barett, der sich auf seinen Degen stützt. Das Gemäuer der Ruine ist von Vegetation überwuchert. Innerhalb des Chorraums wachsen weiß blühende Blumen, Sträucher und eine Distel. Rechts im Vordergrund ragt ein verdorrter Baum empor. Das Grabgewölbe ist aufgebrochen. Über der Öffnung schwebt ein Schmetterling. Vis-à-vis des Mannes steht auf einer Konsole eine weiße Fides-Skulptur ohne Kopf. Das Postament des Harnischs auf dem Sarkophag trägt die Aufschrift „Hutten“. Auf den Feldern der vorderen Sarkophagwand steht in kleiner Schrift: „Jahn 1813“, „Arndt 1813“, „Stein 1813“, „Görres 1821“, „D … 1821“ und „F. (sic) Scharnhorst“. Durch die Chorfenster vermittelt die Lichtschichtung des Himmels einen Sonnenuntergang.

## Bilddeutung
Es wurde nie angezweifelt, dass es sich bei dem Gemälde Huttens Grab um ein politisches Bekenntnisbild des Malers handelt. Der Mann in der Uniform des Lützowschen Freikorps am Sarkophag des Humanisten und ersten Reichsritters Ulrich von Hutten sowie die Namen Jahn, Stein, Arndt, Scharnhorst und Görres sind eine weitgehend unverschlüsselte Botschaft im Kontext der Restauration nach dem Wiener Kongress von 1815. Gerhard Eimer erkennt in seinen Stockholmer Vorlesungen von 1963 einen Verweis auf die Demagogenverfolgung. Nach Peter Märker werden „alle Züge der Reformation heraufbeschworen, mit denen die Gegenwart sich identifiziert.“ Huttens Grab ist auch ein Gedenkbild zum 10. Jahrestag des Ausbruchs der Befreiungskriege. Für Jens Christian Jensen offenbart sich hier in der Beziehung zu „neudeutschen Eiferern wie Ernst Moritz Arndt“ das Deutschtum Friedrichs.

### Eingeschränkte Freiheiten
Jahn, Stein, Arndt, Scharnhorst und Görres waren in unterschiedlicher Weise von den Auswirkungen der Karlsbader Beschlüsse betroffen. Friedrich Ludwig Jahn wurde 1819 verhaftet und saß bis 1825 in Festungshaft. Preußen verbot die Turnbewegung. Die Rheinische Friedrich-Wilhelms-Universität Bonn suspendierte Ernst Moritz Arndt 1820 von seinem Lehramt als Professor für Geschichte wegen „demagogischer Umtriebe“. Die Pläne des Freiherrn vom Stein für einen preußisch-österreichisch dominierten Föderationsstaat fanden bei den maßgeblichen Fürsten und Politikern keinen Rückhalt.
Joseph Görres entzog sich 1819 einer Verhaftung in Preußen durch die Flucht nach Straßburg, seine Zeitung Rheinischer Merkur wurde in Preußen bereits 1816 verboten. Der 1813 an einer Kriegsverletzung verstorbene General Gerhard von Scharnhorst geriet als der vorbildlichste der Militärreformer der Zeit der Befreiungskriege in Vergessenheit. Alle aufgeführten Personen stehen in der Tradition Huttens als „Kämpfer für Geistesfreiheit“. Dem Verleger Georg Andreas Reimer war es 1822 von der Zensur verboten worden, Huttens Werke neu herauszugeben.
Das Gemälde wurde zwischen 1824 und 1826 mehrfach mit verschiedenen Titel ausgestellt, wie „Überreste einer alten Kapelle“ und „Durchblick durch eine Ruine“. In der Berliner Akademieausstellung 1826 bekam das Werk den Titel „Ulrich von Huttens Denkmal“ mit dem Hinweis, der Verkaufserlös sei für die Hilfsbedürftigen des griechischen Freiheitskampfes bestimmt. 

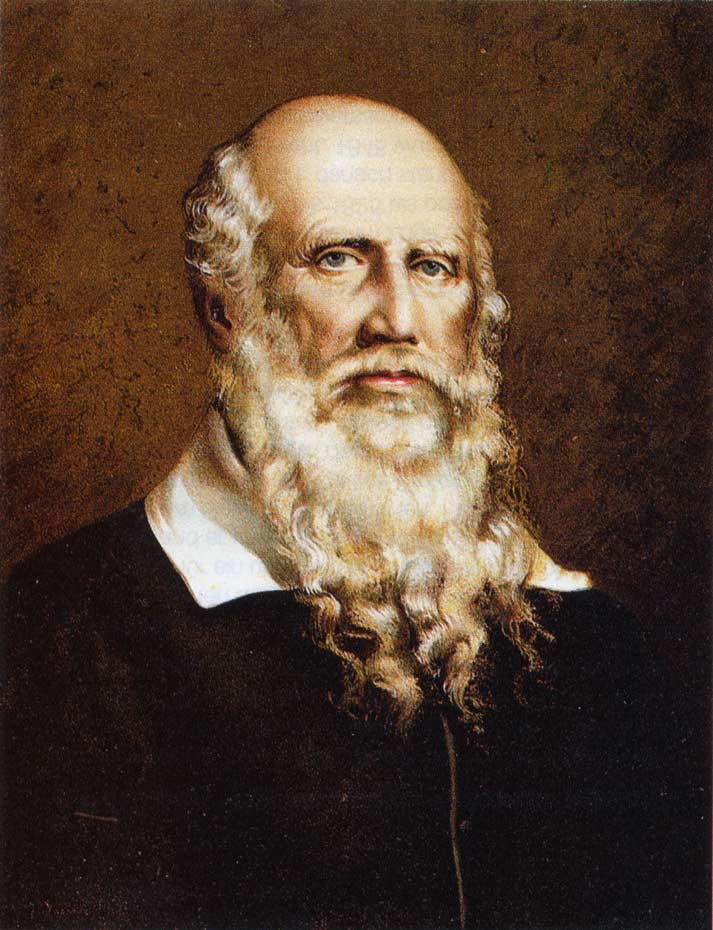
Friedrich Ludwig Jahn
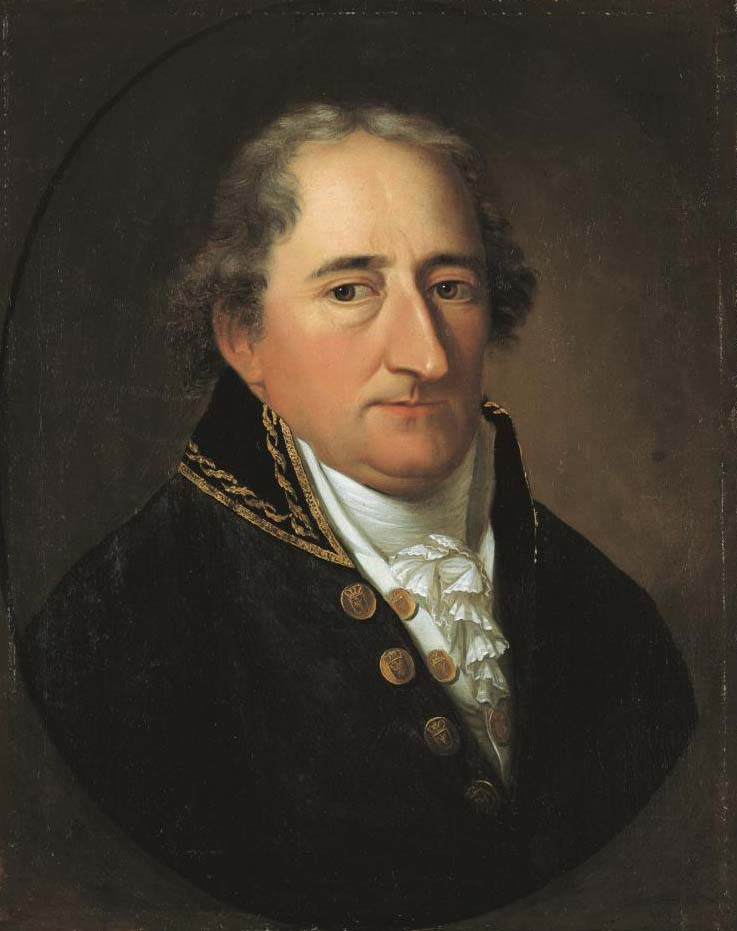
Freiherr vom Stein
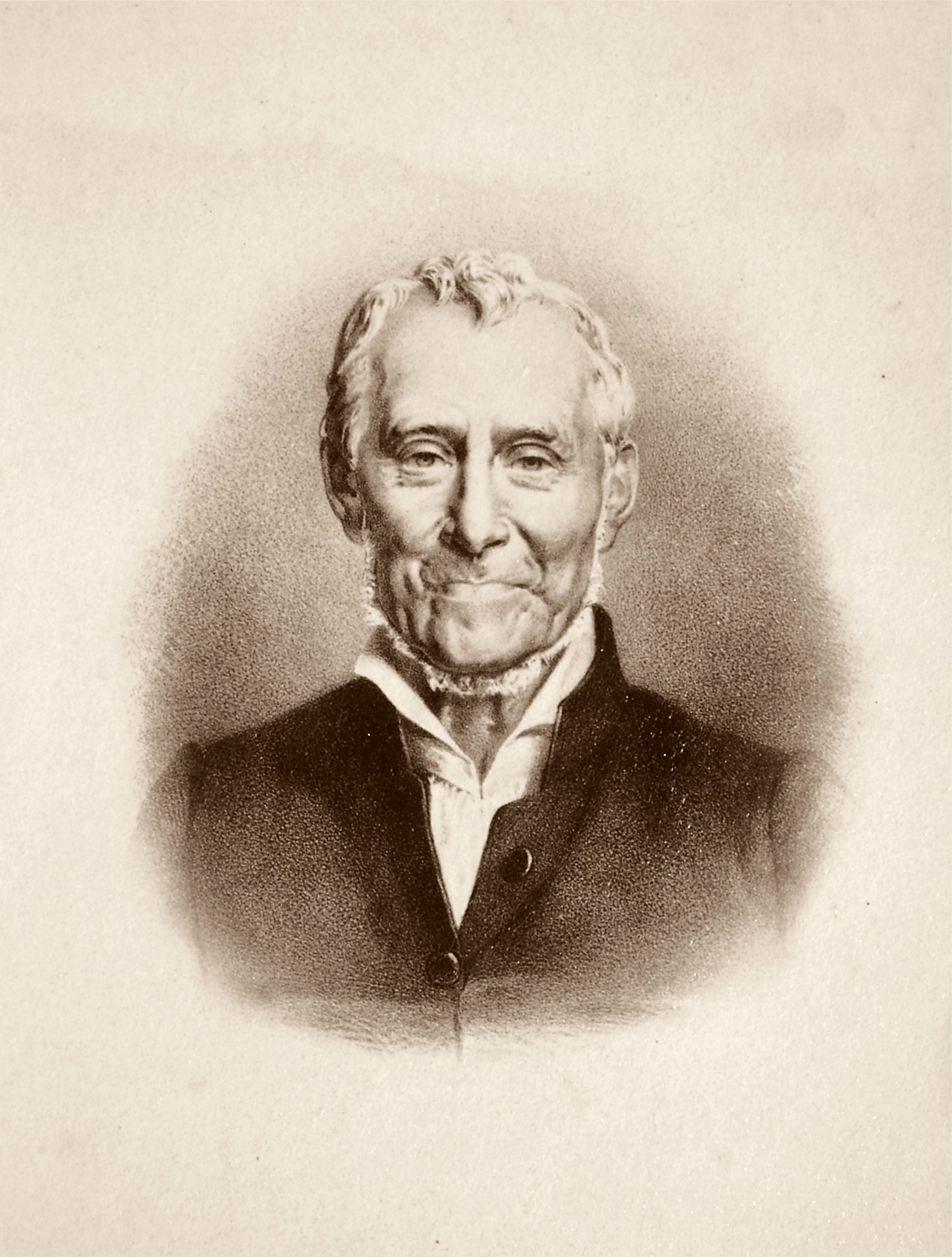
Ernst Moritz Arndt
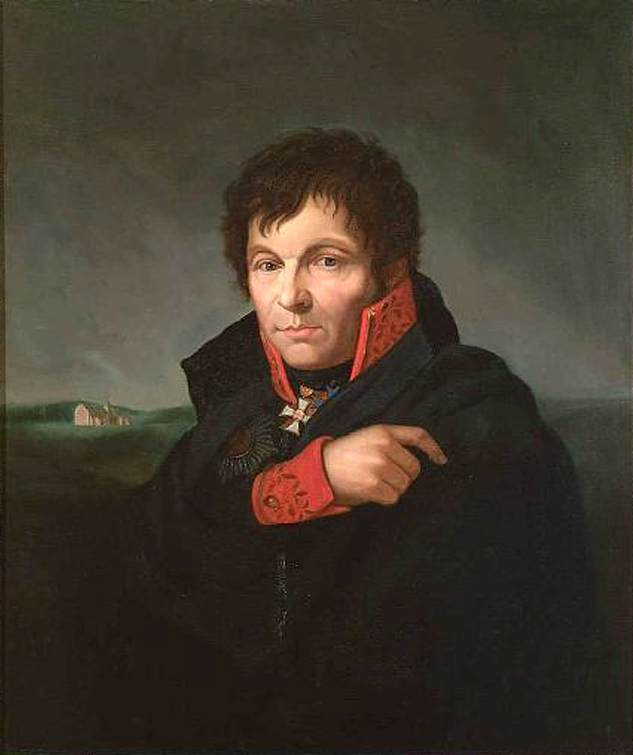
Gerhard von Scharnhorst
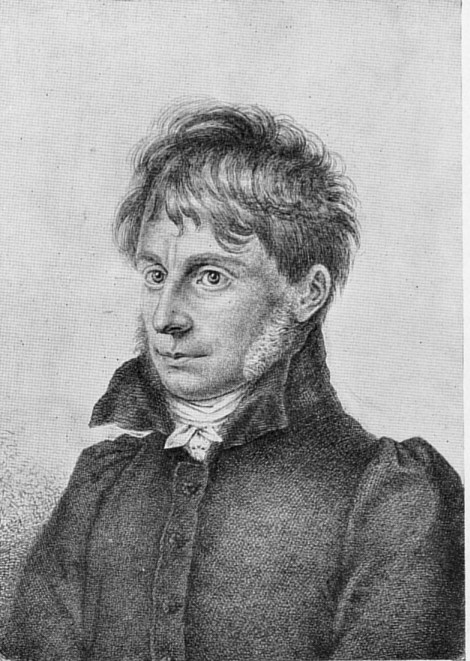
Josef Goerres
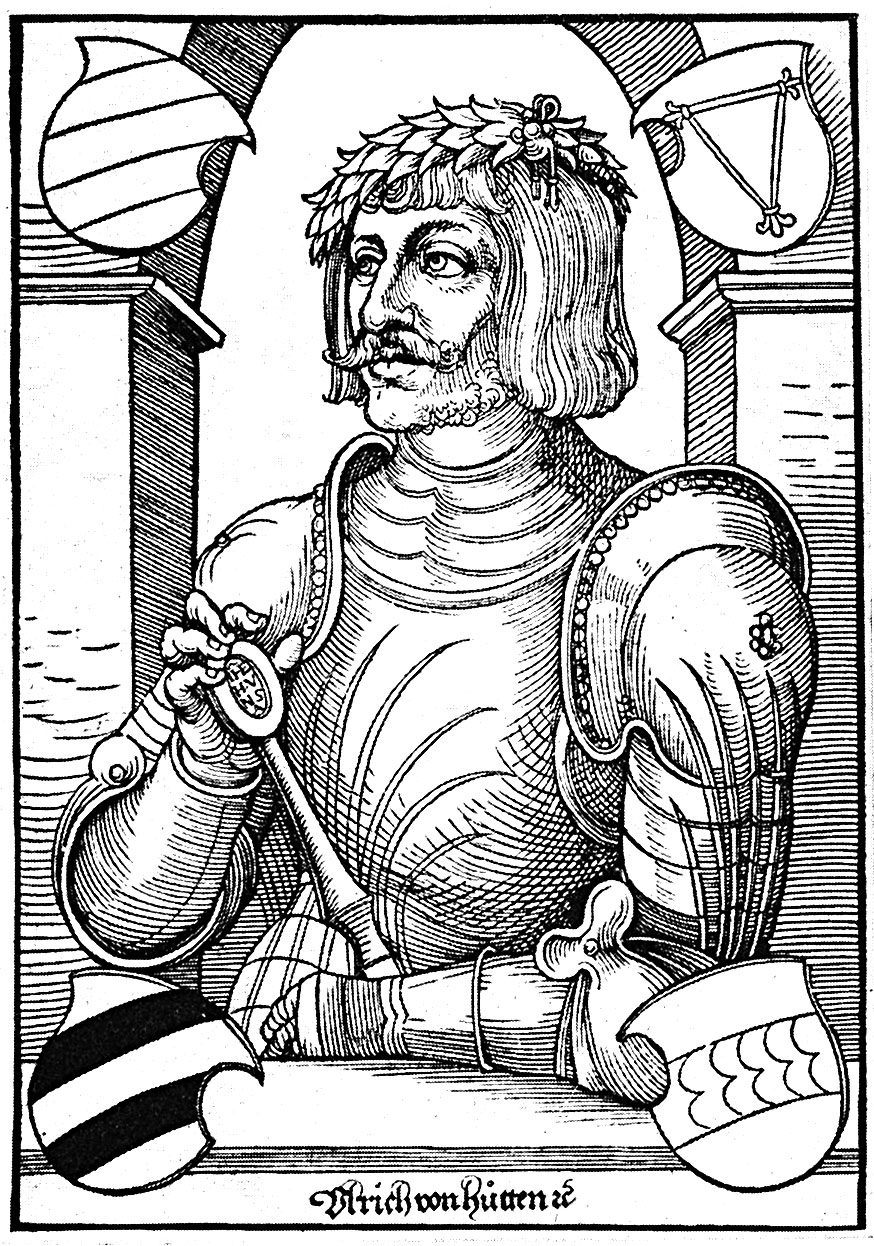
Ulrich von Hutten

### Fehlende Denkmale
Das Gemälde wird von Helmut Börsch-Supan deutlich als Denkmal interpretiert, das auf die politischen Verhältnisse des Jahres 1823 anspielt. Otto Schmitt sieht einen Bezug zum 300. Todestag Ulrich von Huttens, des(en) in jenem Jahr (1823) gedacht wurde. Ein Grabdenkmal zu dessen Grab auf der Insel Ufenau im Zürichsee vor der Kapelle des hl. Udalricus „… scheint dem großen deutschen Manne versagt“ beklagte die Augsburger Allgemeine Zeitung. Christian Cay Lorenz Hirschfeld sah die Zeit gekommen, statt in den fürstlichen Gärten „wiederholte Copien der Gottheiten des Alterthums“ aufzustellen, „einen Theil dieses Aufwandes den wahren Wohlthätern des menschlichen Geschlechts und den verdienstvollen Männern aus unserer eigenen Nation zu widmen!“ Wer über „Raum und Macht“ verfüge, der solle „zur Ehre unser verdientesten Männer Denkmäler setzten“, was auch für die noch lebenden Helden gelten soll:

„Doch dürfen wir mit Monumenten für unsere verdienten Männer nicht immer erst warten, bis wir sie beweinen; wir können sie ihnen, wenn ihr Ruhm entschieden ist, schon bey ihrem Leben widmen.“

Dass Friedrich ein Denkmal-Konzept verfolgte, zeigt ein Brief an Ernst Moritz Arndt vom 12. März 1814:

„Hochgeschätzter Landsmann! Ihren lieben Brief und die dabei erfolgten Zeichnungen habe ich erhalten. Ich wundere mich keineswegs, daß keine Denkmäler errichtet werden, weder die, so die große Sache des Volkes bezeichnen, noch die hochherzigen Taten einzelner deutscher Männer. So lange wir Fürstenknechte bleiben, wird auch nie etwas Großes der Art geschehen. Wo das Volk keine Stimme hat, wird dem Volk auch nicht erlaubt, sich zu fühlen und zu ehren. Ich beschäftige mich jetzt mit einem Bilde, wo auf dem freien Platz einer erdachten Stadt ein Denkmal aufgerichtet steht. Dieses Denkmal wollte ich für den edlen Scharnhorst bestimmen und Sie bitten, eine Inschrift zu machen. Viel über zwanzig Worte dürfte aber diese Inschrift wohl nicht lang sein, weil es mir sonst an Platz fehlt. Ich erwarte von Ihrer Güte die Gewährung meiner Bitte. Ihr Landsmann Friedrich.“

Unbestritten ist ebenfalls, dass Friedrich in dem Gemälde einen noch lebenden Zeitgenossen porträtiert. Der Rezensent des Literarischen Conversationsblattes will in seiner Besprechung der Dresdner Ausstellung von 1824 Friedrich selbst erkennen. Helmut Börsch-Supan vermutet in der Figur Joseph Görres.

### August Milarch

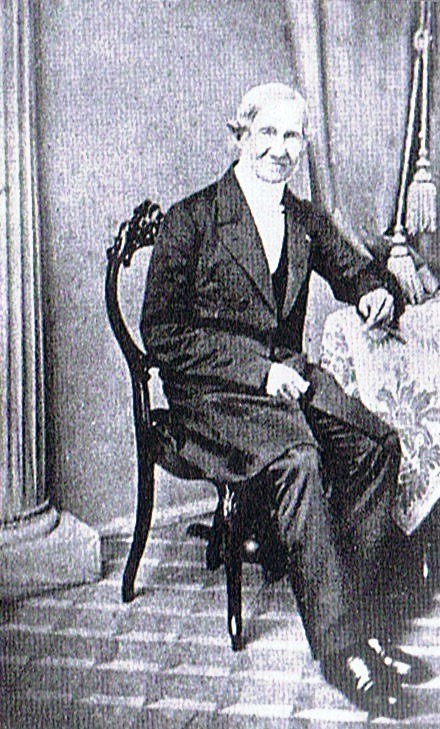
August Milarch auf einem Foto von 1859

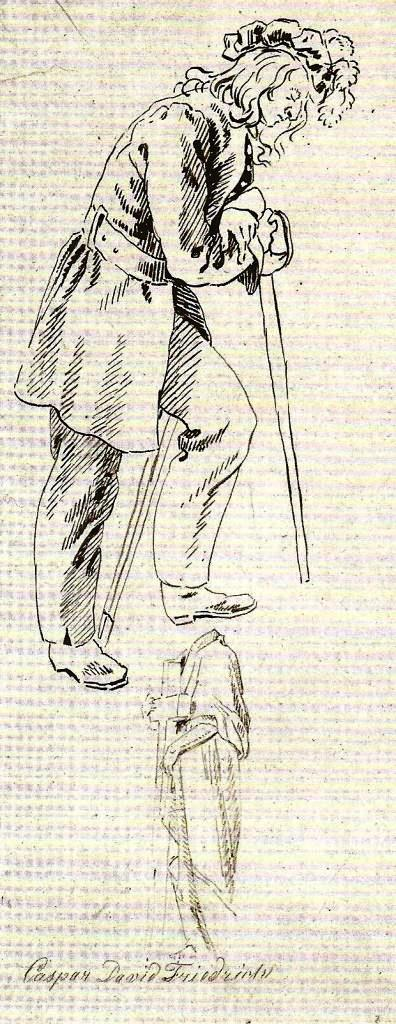
Caspar David Friedrich: Studie zu zum Gemälde Huttens Grab, 1823

August Milarch war ein Verwandter Friedrichs. Er galt in Neubrandenburg, wo er Konrektor an der Gelehrtenschule war, als Held der Befreiungskriege. 1813 hatte sich der Theologe mit seiner gesamten Prima freiwillig für das vaterländische Regiment der Strelitzer C-Husaren gemeldet, um gegen Napoleon in den Krieg zu ziehen. Milarch kämpfte in der Völkerschlacht bei Leipzig als Leutnant im Yorkschen Korps. 1814 reist der Offizier im Gefolge Fürst Blüchers zu den Feierlichkeiten zum Sieg der alliierten Truppen über Napoleon nach London und vertrat dort das Husaren-Regiment des Mecklenburg-Strelitzer Herzogs. Für seine Verdienste bei der Völkerschlacht bei Leipzig erhielt Milarch den Russischen Orden des Heiligen Wladimir 4. Klasse mit der Schleife und das Eiserne Kreuz.
Mit den Namen, die sich auf dem Sarkophag befinden, ist Milarch in jedem einzelnen Fall in Verbindung zu bringen. So war er Nachfolger Friedrich Ludwig Jahns als Hauslehrer im Hause des Barons Friedrich Heinrich von Le Fort in Neubrandenburg und führte dort Jahns vaterländisches Turnen fort. Mit Joseph Görres verband ihn über die Kriegszeit hinaus die publizistische Arbeit zu Philipp Otto Runges Werk Zeiten.
Als Friedrich die Arbeit an dem Gemälde Huttens Grab begann, war Milarch ebenso wie Friedrich Ludwig Jahn vom Verbot der Turnerbewegung betroffen.
Nach der Linienführung der Skizze zum Gemälde zu urteilen, porträtierte Friedrich den Modell stehenden Milarch mit Hilfe einer Camera obscura. Der spätere Pastor in Schönbeck ließ sich 1859 fotografieren und ist damit die einzige Figur von Friedrichs Bildpersonal, von der ein Foto existiert.

### Fides-Skulptur
Die Fides-Skulptur auf der Konsole ist gegenüber dem Mann am Sarkophag in Beziehung gesetzt. Die Darstellung der hl. Fides ohne Kopf wirkt hier als starkes Symbol. Die Märtyrerin, ein 13-jähriges Mädchen, das sich weigerte, während der Christenverfolgung unter Kaiser Maximinus heidnische Götter anzubeten, wurde im Jahr 303 enthauptet. Bei dem Namen (Fides = Treue) bezogen sich die Christen in Rom auch auf die Tradition der römischen Religion, in Fides die Personifikation des Vertrauens, der Treue und des Eides in der Verpflichtung des Staates zu sehen. 

### Schmetterling als Seelensymbol
Der Schmetterling hat in Friedrichs Symbolhierarchie einen hohen Stellenwert. Dass es sich in der Verwendung um ein christliches Auferstehungssymbol handelt, ist von der verschollenen Sepiazeichnung Mein Begräbnis (1803/1804) herzuleiten, weil die Schmetterlinge dort als Friedrichs eigene Seele sowie die der verstorbenen Mutter und Geschwister dargestellt sind. Das Schmetterlingsmotiv findet man weiter in den Holzschnitten Frau mit Spinnennetz zwischen kahlen Bäumen und Knabe auf einem Grab schlafend (soll den 1787 ertrunkenen Bruder Christoffer zeigen), auf der Säule des Neubrandenburger Denkmals für Franz Christian Boll sowie in der Zeichnung Gräser und Palette (1838), als ein „Abschied vom Leben und der Kunst“. Der Schmetterling im Bildgefüge von Huttens Grab zeigt an, dass dem Maler die „vaterländischen Dinge“ ähnlich wichtig sind wie die Familie und die eigene Existenz.

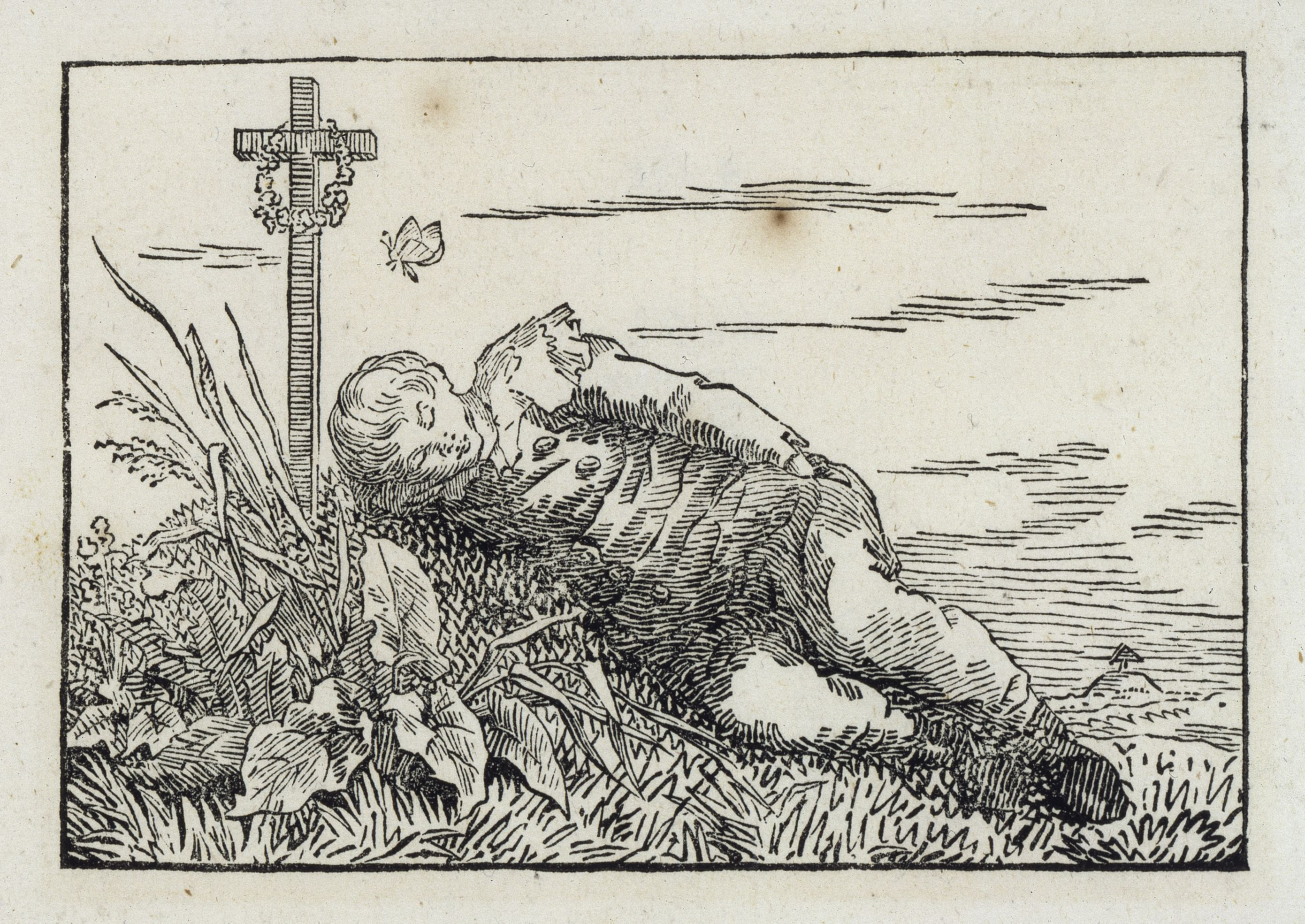
Caspar David Friedrich: Knabe auf einem Grab schlafend (um 1802)
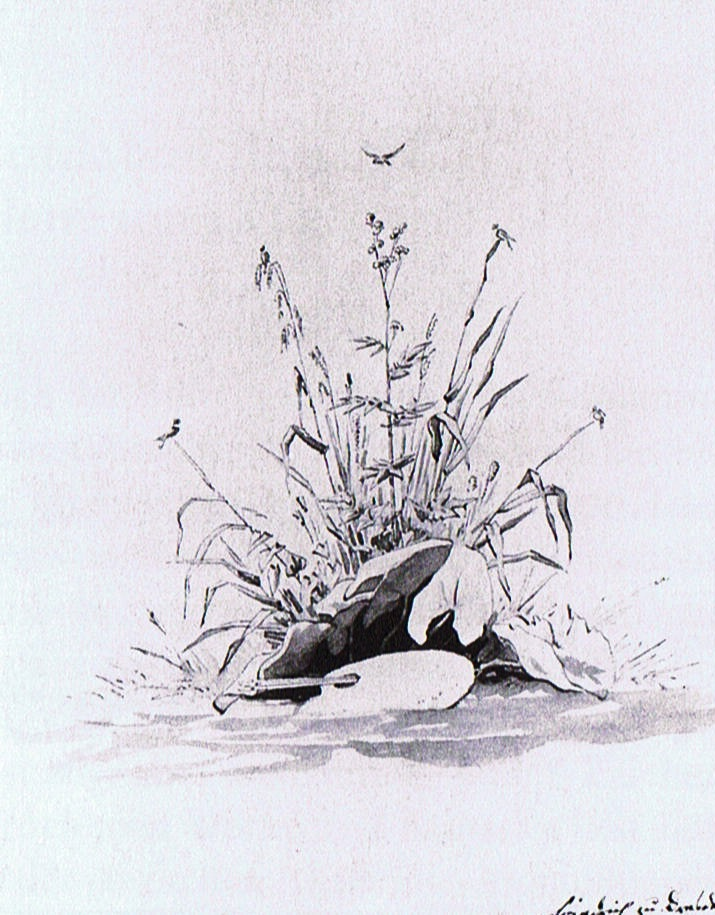
Caspar David Friedrich: Gräser und Palette (um 1838)
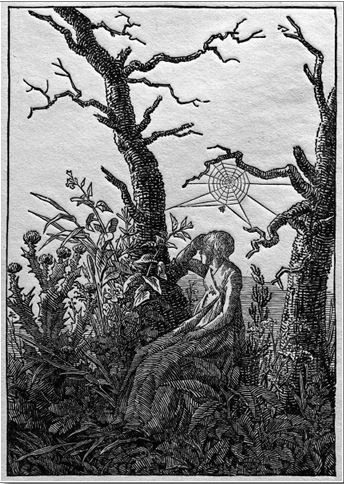
Caspar David Friedrich: Frau mit dem Spinnennetz (um 1803)
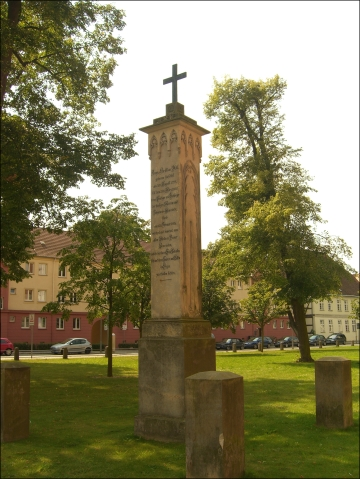
Boll-Denkmal in Neubrandenburg (1818)

### Naturdarstellung
Bei der Naturdarstellung überwiegt eine naturreligiöse Deutung. Pflanzen, die aus den Trümmern wachsen, sind bei Helmut Börsch-Supan Symbole der neuen Naturfrömmigkeit, die Fichte steht für den gläubigen Christen, die Distel für den Schmerz, die Blumen sind als Verheißung der Auferstehung zu verstehen. Peter Märker plädiert dafür, in der den Ruinen entwachsenen Natur ein Symbol zukünftiger Religiosität zu sehen, in den Naturprozessen von Wachsen, Vergehen und Neuerblühen eine Analogie zum historischen Prozess.

„Noch mehr trägt die Verbindung oder Unterbrechung der Ruine mit Gras, mit Buschwerk und einzelnen Bäumen bey, ihnen ein natürliches Aussehen zu geben. Die Natur scheint die Plätze, die ihr die Baukunst geraubt hatte, mit einer Art von Triumph sich wieder zuzueignen, sobald sie, verlassen von dem Bewohner, veröden. […] – alle diese Veränderungen […] kündigen sehr lebhaft die Macht der Zeit an, und sind zugleich Zubehör und Verzierung der Ruinen, welche die Kunst anlegt.“

## Skizzen
Für den gotischen Chor findet die Zeichnung Klosterruine auf dem Oybin, 4. Juli 1810 Verwendung. Dabei handelt es sich um das „Innere der berühmten Kirchenruine des Oybin bei Zittau“, genauer um die Sakristei der Klosterkirche. Die Distel links im Gemälde stammt von der Zeichnung Distel und zwei Baumstudien, 17./24. Juli 1799. Das um 1824 datierte Blatt Studie zu, Huttens Grab‘ zeigt die Zeichnung zum Krieger und zur Fides-Figur. Der Ritterhelm auf dem Sarkophag ist in der um 1824 entstandenen Zeichnung Entwurf für ein Kriegerdenkmal mit Ritterhelm und Schwert zu finden.

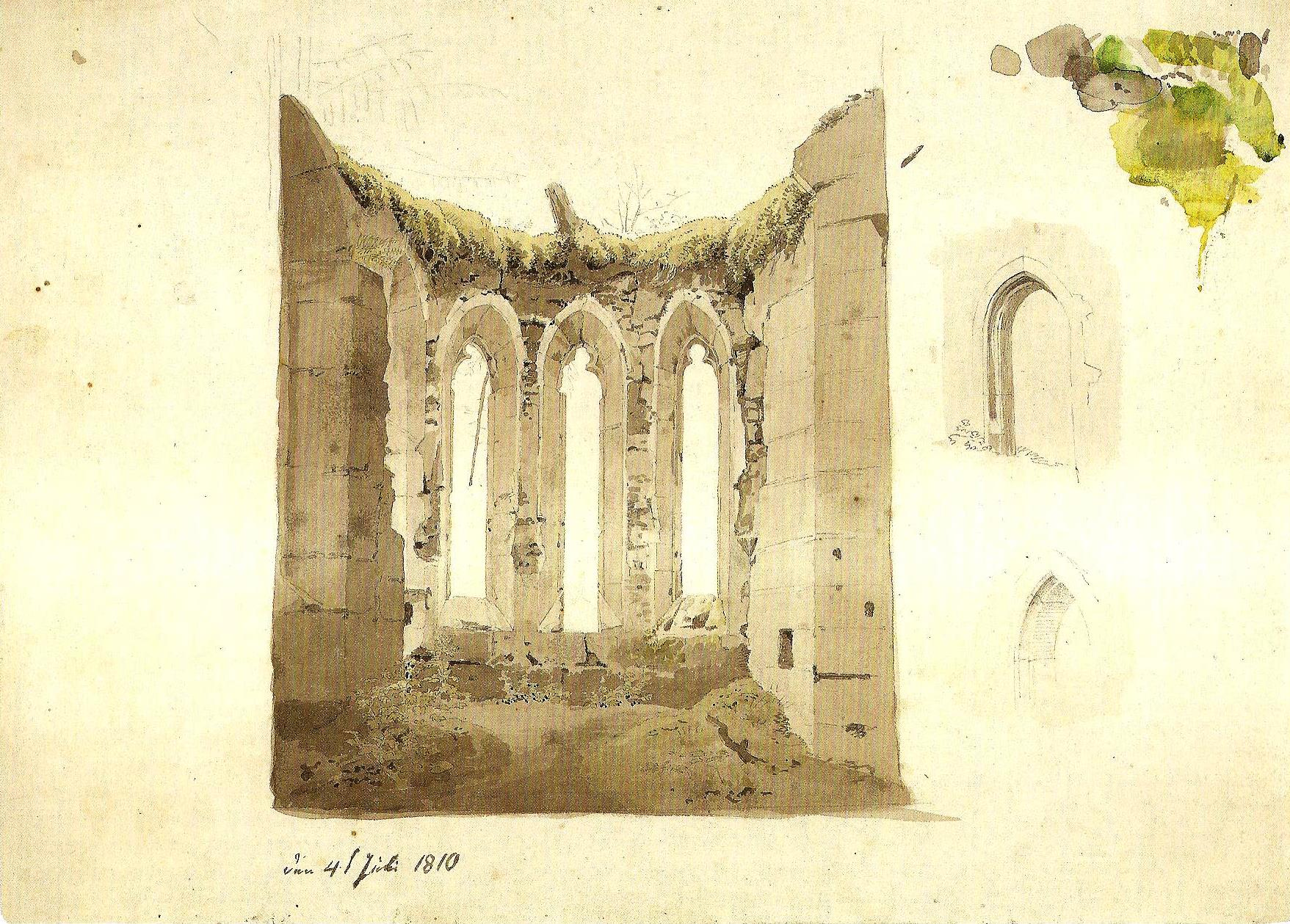
Caspar David Friedrich: Klosterruine auf dem Oybin (1810)
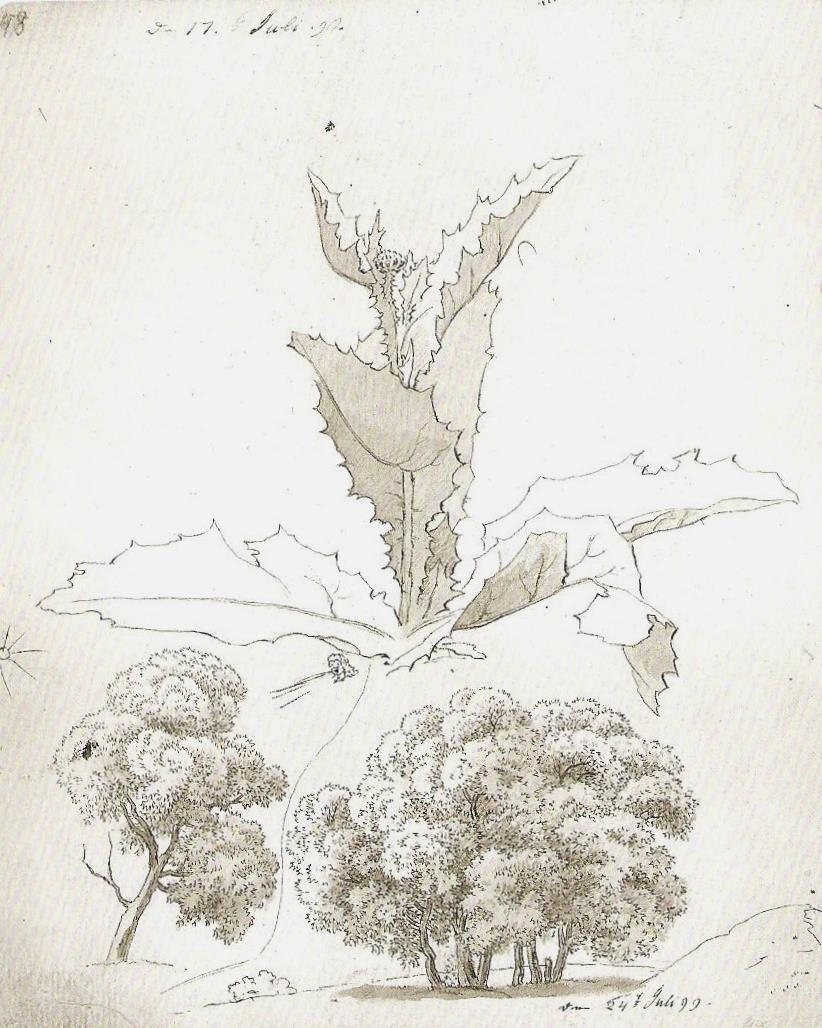
Caspar David Friedrich: Distel und zwei Baumstudien, 17./24. Juli 1799
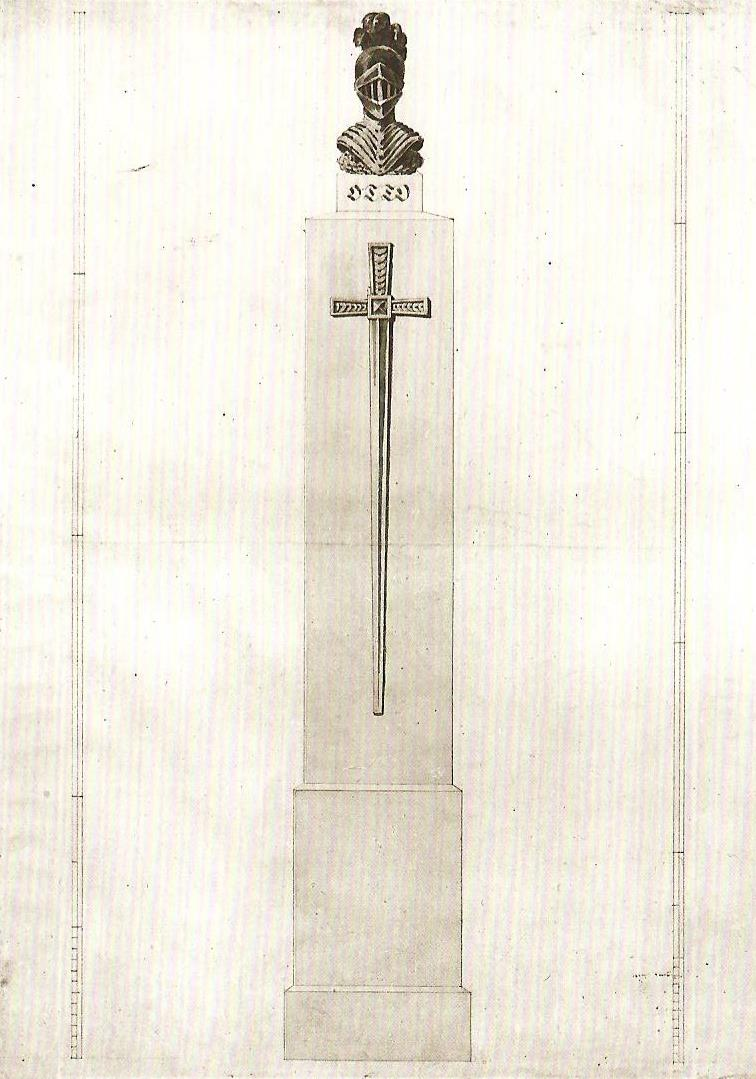
Caspar David Friedrich: Entwurf für ein Kriegerdenkmal mit Ritterhelm und Schwert, (um 1824)

## Provenienz
Das Gemälde Huttens Grab wurde erstmals 1824 auf der Dresdner Kunstausstellung gezeigt und 1826 vom Herzog Karl August von Sachsen-Weimar angekauft. 
Nach der Abdankung des letzten Großherzogs ging das Werk 1919 in die Kunstsammlungen zu Weimar über, seit 2003 Kunstsammlung der Klassik Stiftung Weimar, die es in der Ausstellung des Schlossmuseums im Stadtschloss zeigt.

## Einordnung in das Gesamtwerk

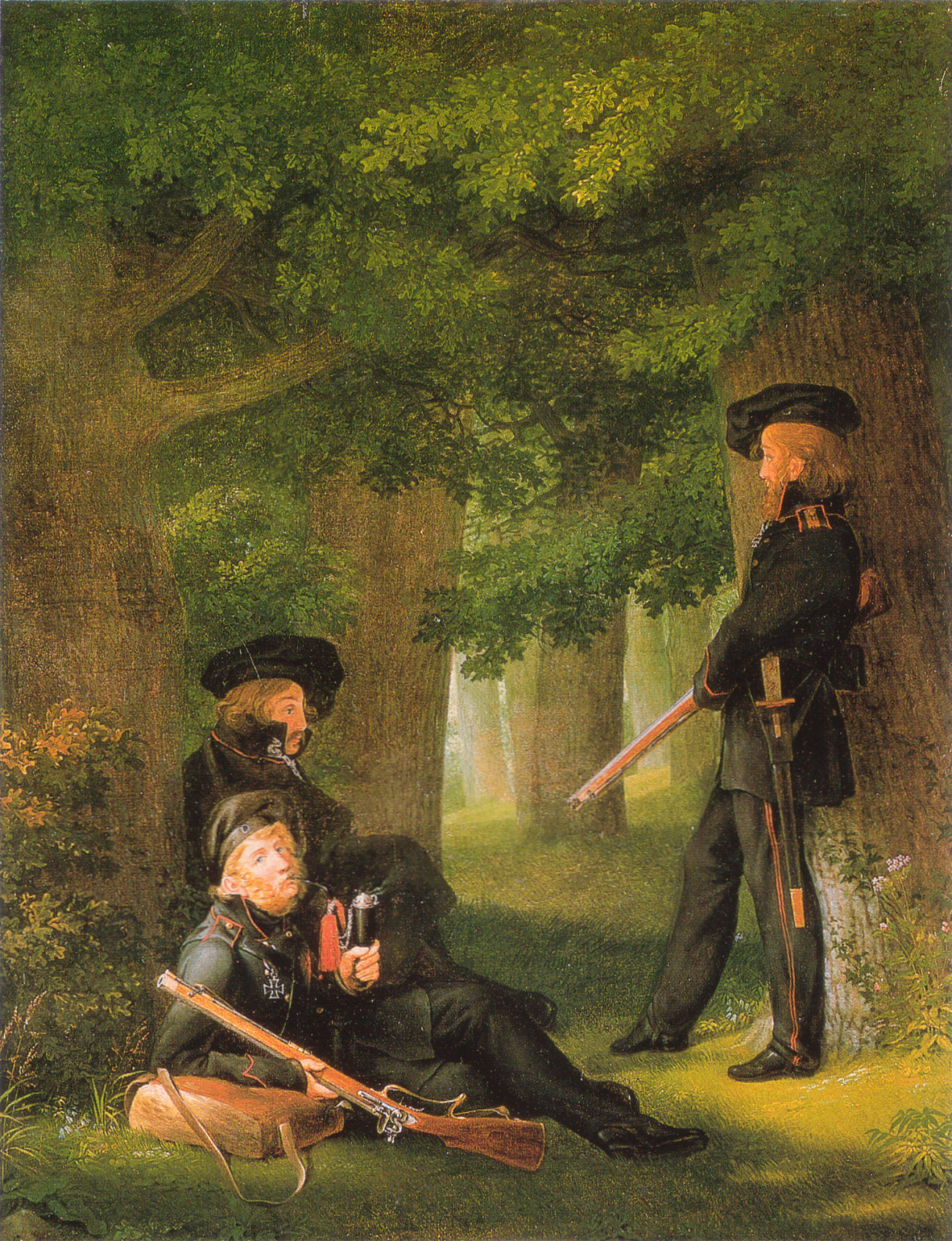
Georg Friedrich Kersting: Auf Vorposten (1815)

Huttens Grab ist in Friedrichs Werk das mit der deutlichsten politischen Aussage. Zehn Jahre nach dem Befreiungskrieg sieht sich der Maler durch die Restauration ebenfalls um seine freiheitlichen Ideale betrogen und zu einem deutlichen Statement mittels seiner Kunst veranlasst. Um seinen Freund, den Maler Georg Friedrich Kersting 1813 für den Dienst bei den Lützowschen Jägern auszurüsten, verschuldete sich Friedrich existenziell und schreibt an seinen Bruder Heinrich:

„Die Ursache meiner gegenwärtigen bedeutenden Schuld so sich auf 300 Thlr. beläuft ist dir nicht unbekannt; es gereut mich keineswegs, dient im Gegentheil zu meiner Beruhigung.“

### Patriotische Motive
Huttens Grab ist das letzte zwischen 1812 und 1823 entstandene Gemälde Friedrichs mit einem erkennbaren oder übermittelten patriotischen Motiv. Die Grabmale alter Helden (1812) sind das erste Bild, in dem das Konzept „gemalter“ Denkmale umgesetzt wird. Einen Bezug zum Befreiungskrieg gegen Napoleon gibt es erst unter den Titeln Höhle mit Grabmal (um 1813/14) und Der Chasseur im Walde (1814). Zu dem Gemälde Zwei Männer in Betrachtung des Mondes (1819) sind durch Karl August Försters Lebenserinnerungen die Erklärung des Malers übermittelt: „Die Machen demagogische Umtriebe“.

Caspar David Friedrich: Grabmale alter Helden (1812)
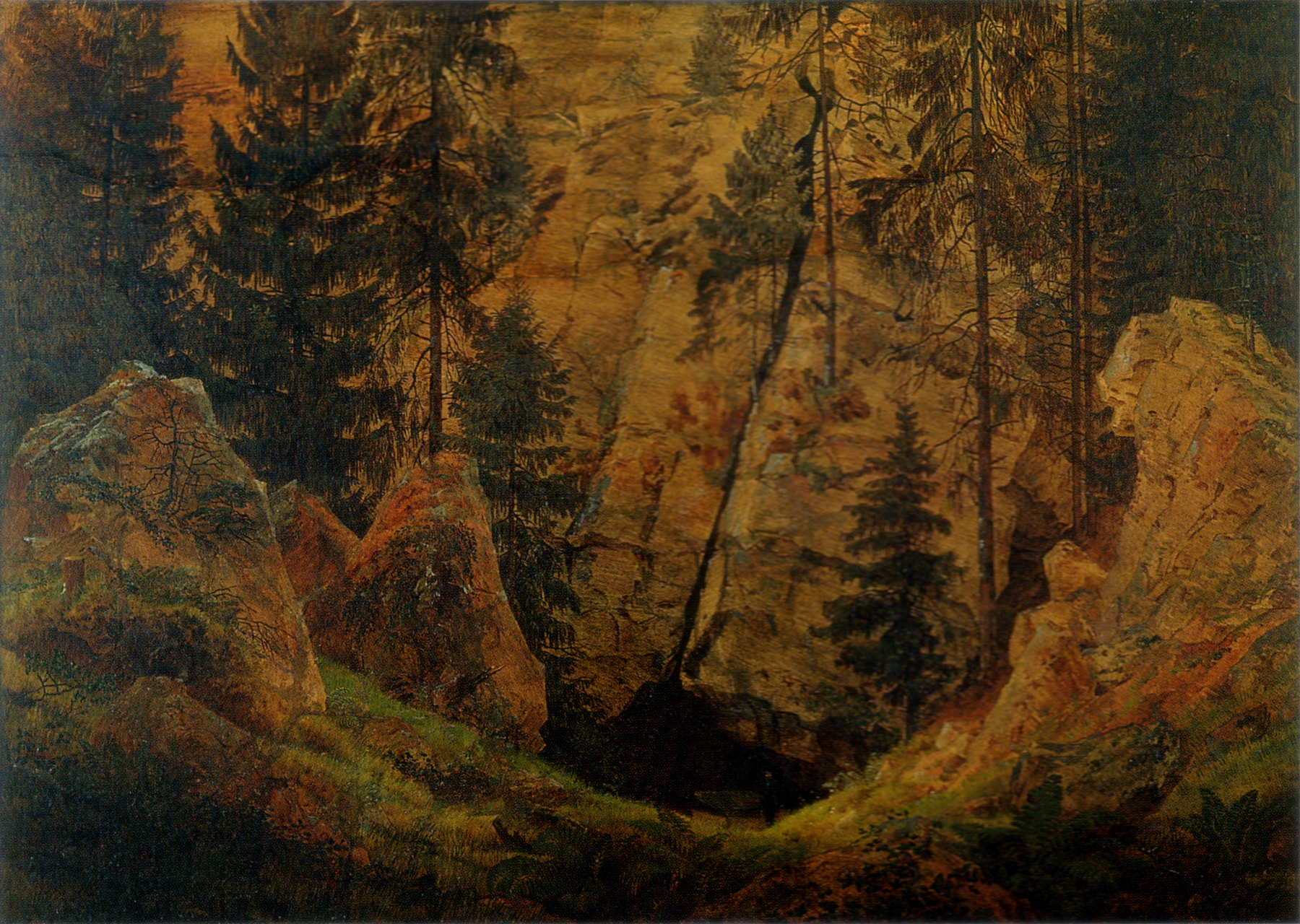
Caspar David Friedrich: Felsental (Das Grab des Arminius) (um 1813)
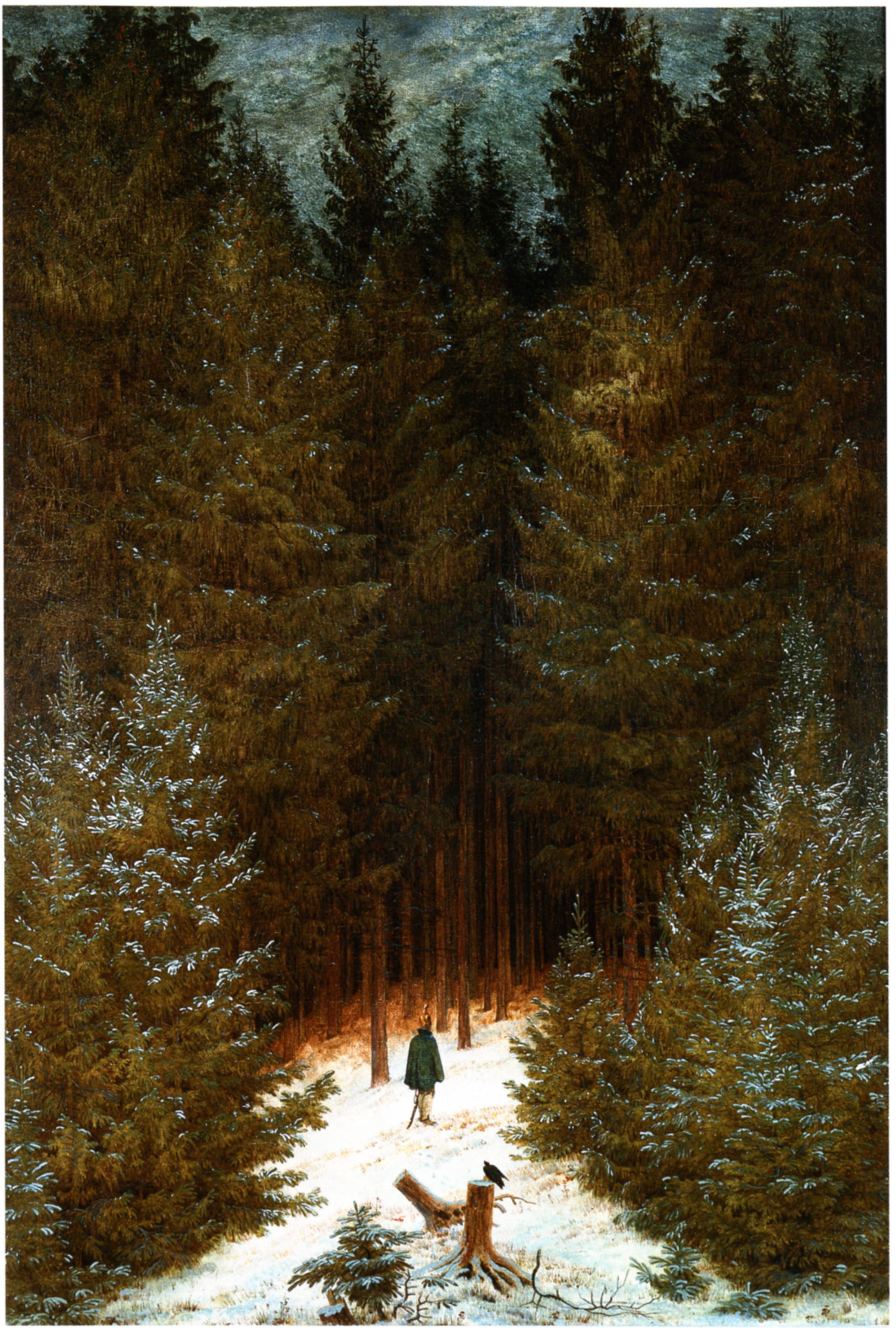
Caspar David Friedrich: Der Chasseur im Walde (1814)
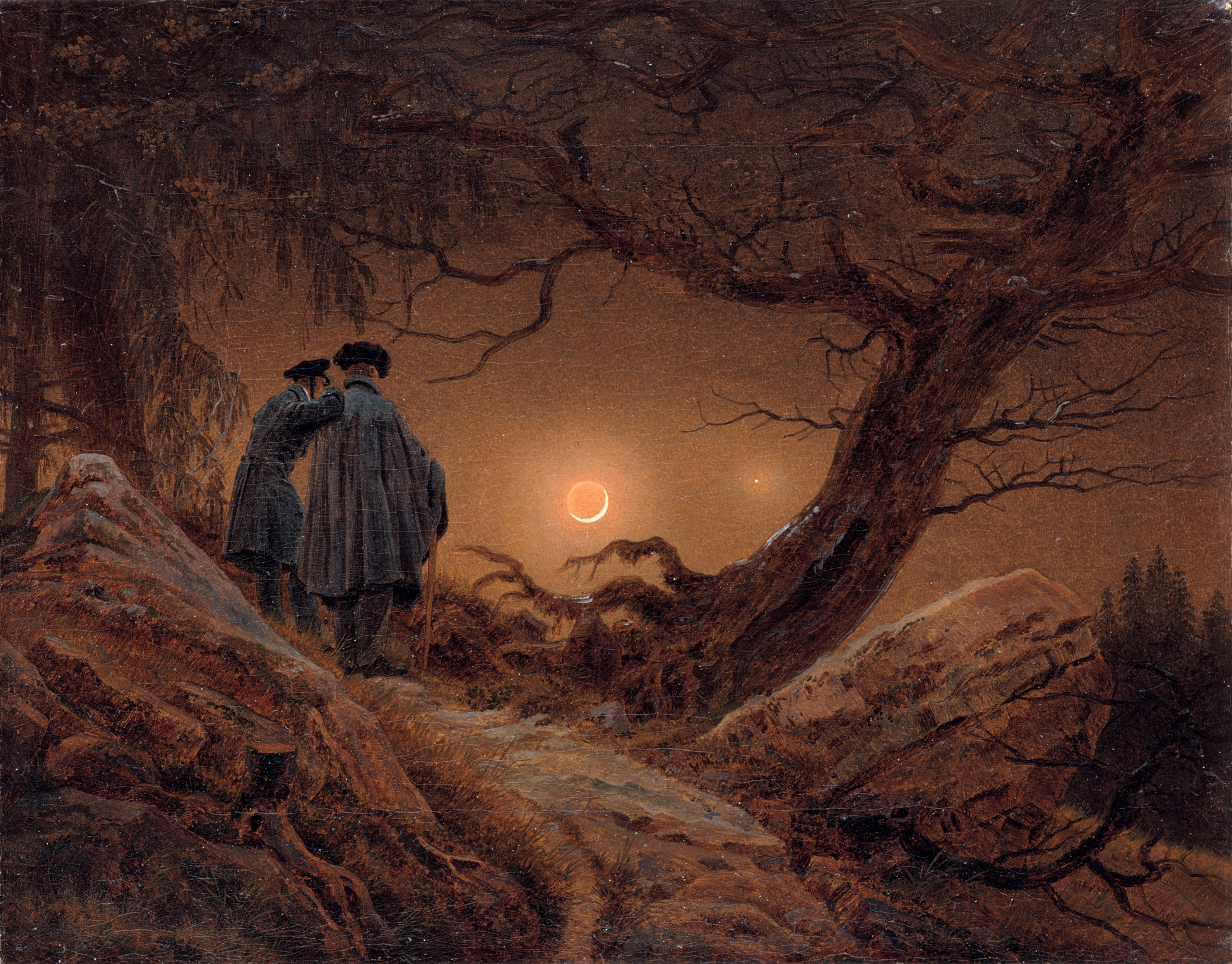
Caspar David Friedrich: Zwei Männer in Betrachtung des Mondes (1819)

### Ruinenbilder
Die Kirchenruine des Klosters Oybin bei Zittau in Sachsen ist im Vergleich zur Greifswalder Ruine des Klosters Eldena in den bedeutenden Bildern Friedrichs selten zu finden. So folgt die Verwendung in dem Gemälde Huttens Grab wohl in erster Linie der aus der Bildidee entwickelten Bildarchitektur. Hier aber wurde das Konzept des Malers, den gotischen Chor zum Ort des historischen oder religiösen Geschehens zu machen, im symmetrischen Bildaufbau in idealer Weise umgesetzt und bildet den Endpunkt einer Entwicklung des Sujets. Die später entstandene Greifswalder Zeichnung Jakobikirche als Ruine (1817) macht ein ähnliches Formenangebot wie der Oybiner Chor. Das Gemälde Ruine Oybin (1812) mit einer Madonnenfigur kann als Vorstufe für Huttens Grab gelten, für die das Erzählthema noch nicht gefunden ist.
Die Abtei im Eichwald (1809) steht in einer ausgebreiteten Landschaft und zeigt wenig Fokussierung auf den Innenraum des Chors. Das große Bild Klosterfriedhof im Schnee (1819) oder Der Winter (1808) zeigen bereits eine größere Konzentration auf die zentrale Architektur. Ein weiteres Beispiel für die vegetable Überformung eines zerfallenden gotischen Chors bietet das Gemälde Ruine Eldena von 1825. Die Ruine Eldena im Riesengebirge (1834) verwendet den gotischen Chor als ein untergeordnetes Landschaftselement.
Wie Friedrich eines seiner Ruinenbilder selbst kommentiert, offenbart der Text zum verschollenen Gemälde Der Dom zu Meißen als Ruine (um 1835):

„Ein Wort gibt das andere, wie ein Sprichwort sagt, eine Erzählung die andere und so auch ein Bild das andere. Jetzt arbeite ich wieder an ein großen Gemählde, das größte so ich je gemacht: 3 Ell 12 Zoll hoch und 2 E 12 Z breit. Es stellt ebenfalls, wie das in meinem letzten Brief erwähnte Bild, das Innere einer zerfallenen Kirche dar. Und zwar hab ich den schönen noch bestehenden und gut erhaltenen Dom zu Meißen zu Grunde gelegt. Aus den hohen Schutt, der den jnneren Raum anfüllt ragen die mächtigen Pfeiler mit schlanken zierlich Säulen hervor, und tragen zum Teil die hochgespannte Wölbung. Die Zeit der Herrlichkeit des Tempels und seiner Diener ist dahin und aus dem zertrümmerten Ganzen eine andere Zeit und anderes Verlangen nach Klarheit und Wahrheit hervorgegangen. Hohe schlanke immer grüne Fichten sind dem Schutte entwachsen; und auf morschen Heiligenbildern, zerstöhrten Altären und zerbrochenen Weihkesseln steht, mit der Bibel in der linken Hand und die rechte aufs Herz gelegt, an den Überreste eines bischöflichen Denkmahl gelehnt, ein evangelischer Geistlicher die Augen zum blauen Himmel gerichtet, sinnend die lichten leichten Wölkchen betrachtend [gestrichen anschließend:] wie eine Heerde auf grüner Aue.“

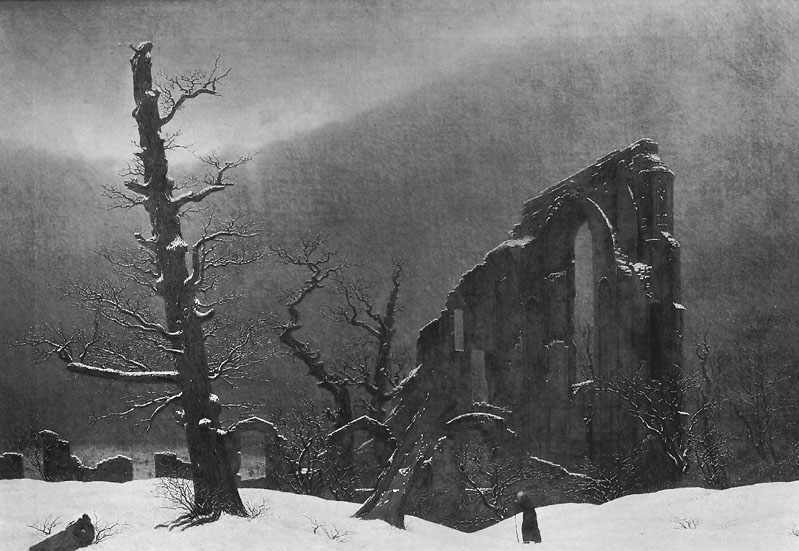
Caspar David Friedrich: Der Winter (1808)
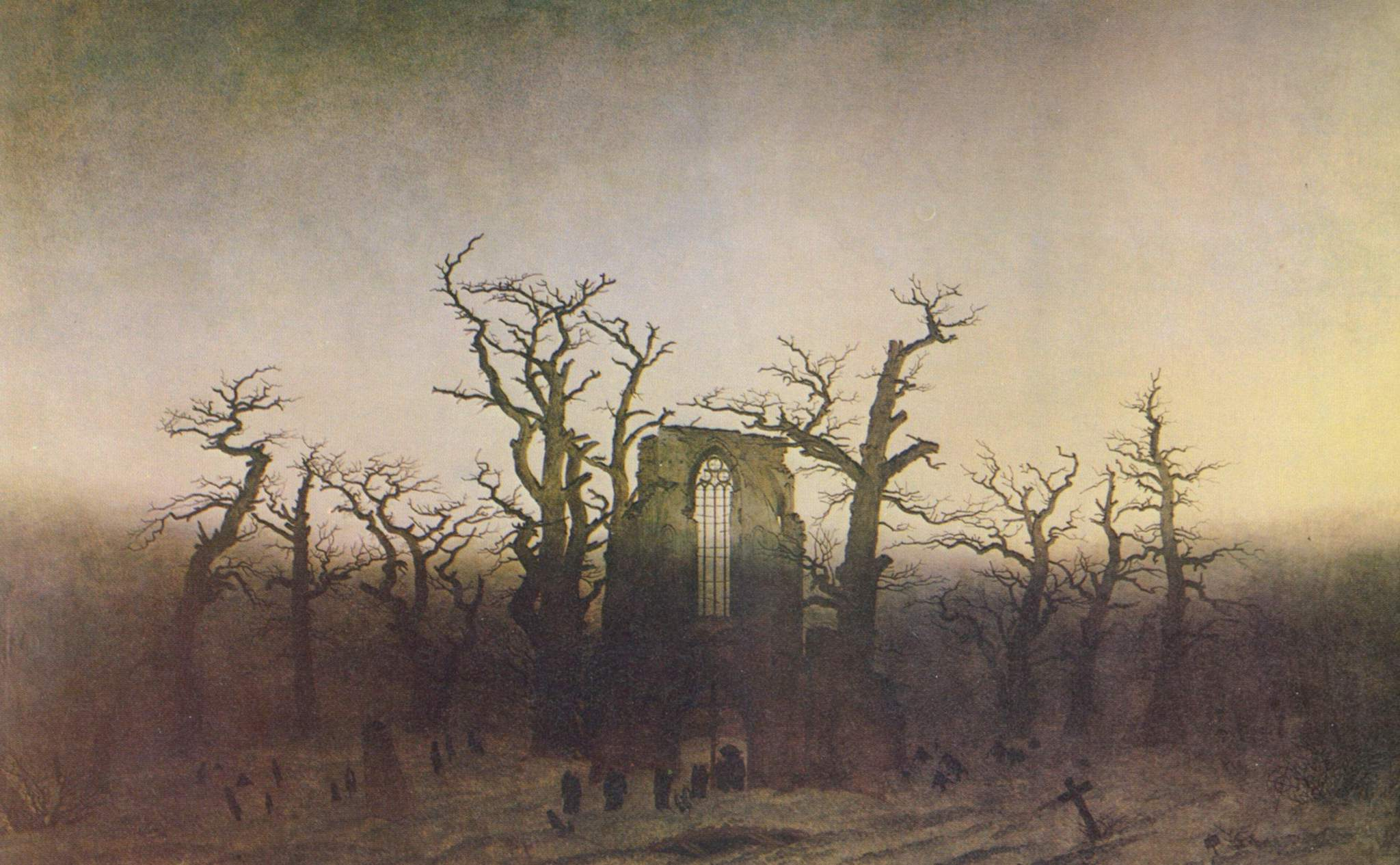
Caspar David Friedrich: Abtei im Eichwald (1810)
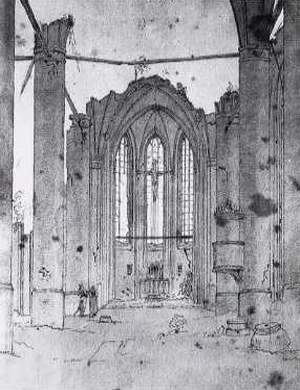
Caspar David Friedrich: Die Jakobikirche in Greifswald als Ruine (1817)
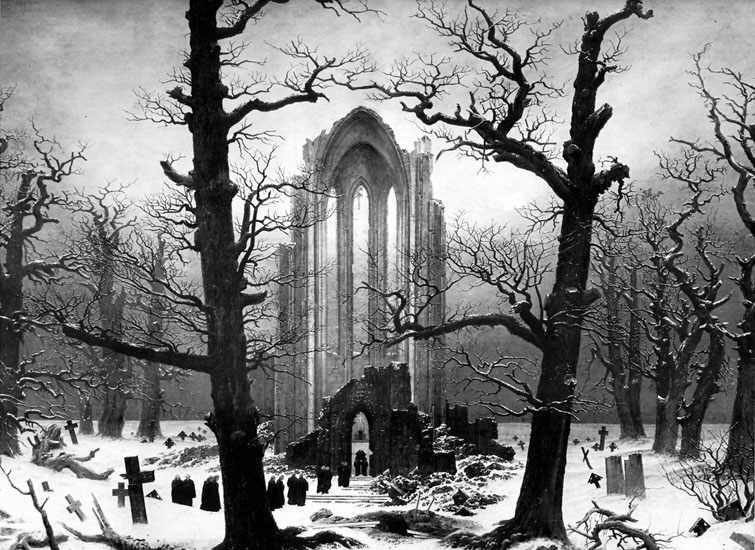
Caspar David Friedrich: Klosterfriedhof im Schnee (1819)
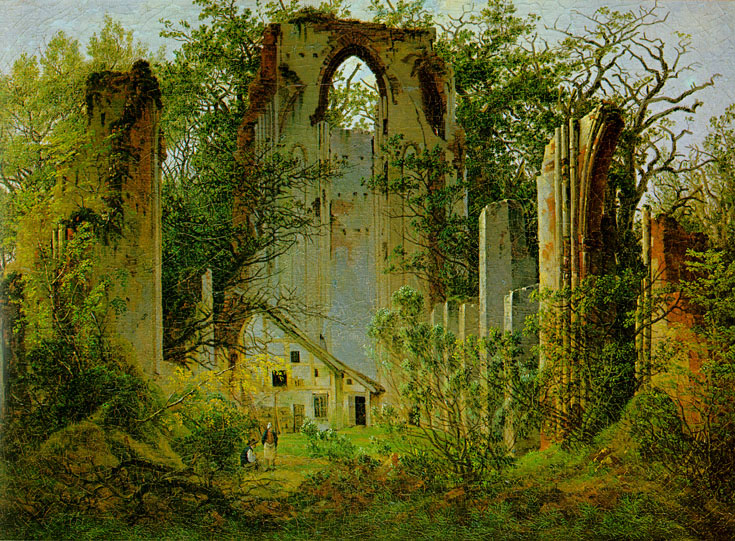
Caspar David Friedrich: Ruine Eldena (1825)
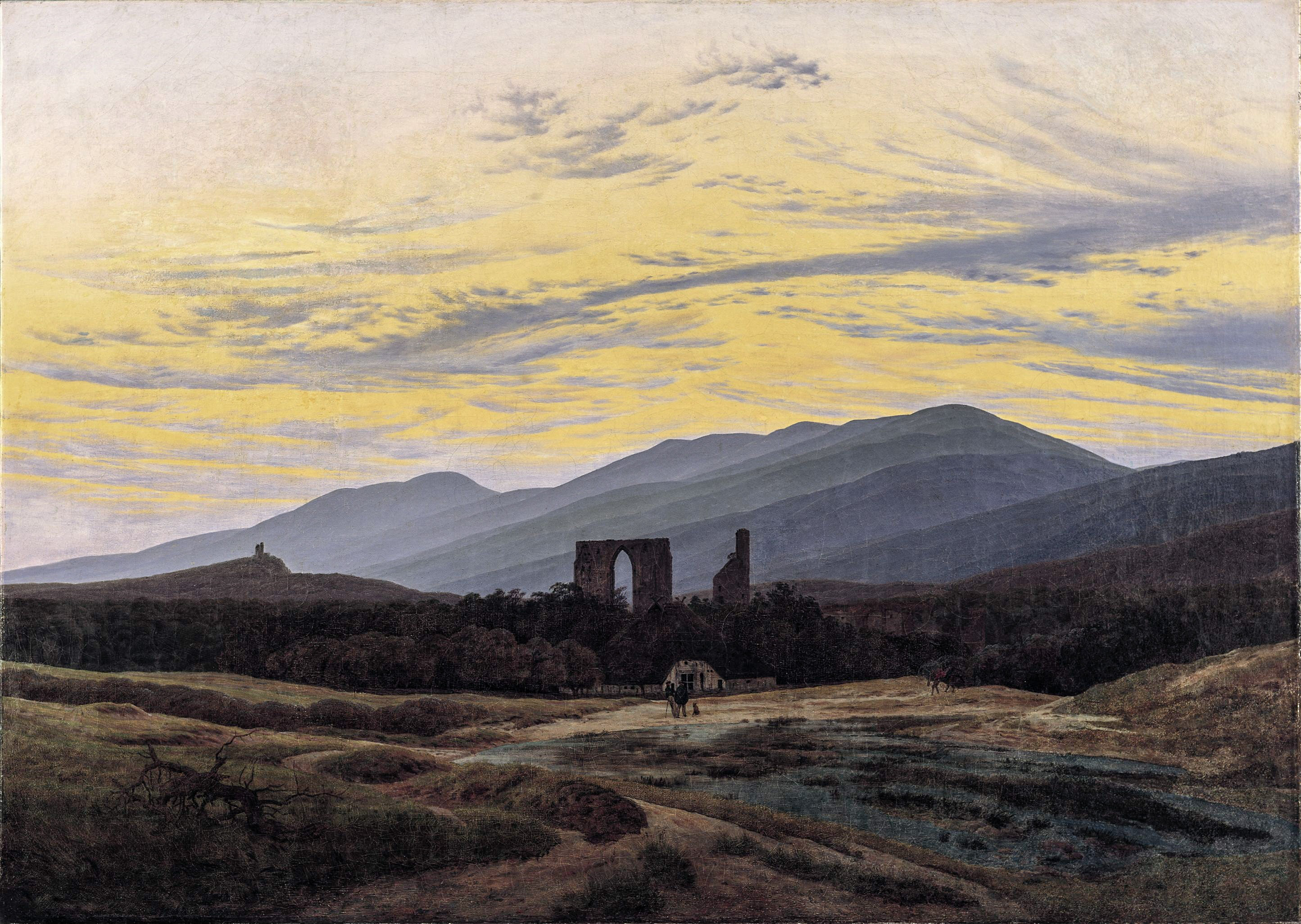
Caspar David Friedrich: Klosterruine Eldena und Riesengebirge (1834)